# Lorenzo Batlle y Grau
Llorenç Cristòfol Manuel Batlle i Grau (Montevideo, llavors Banda Oriental, avui Uruguai, 10 d'agost de 1810 - ídem, 8 de maig de 1887), va ser un militar i polític uruguaià, President de la República entre els anys 1868 i 1872.
Era fill del comerciant català Josep Batlle i Carreó, empresari i persona de fortuna al Montevideo colonial, originari de Sitges (Garraf). Emigrat polític a Rio de Janeiro quan els espanyols es retiraren de Montevideo, les seves propietats varen ser confiscades pel govern de José Gervasio Artigas, i només li van ser tornades —tot i que parcialment— quan els portuguesos van conquerir la Província Oriental el 1817.
Sense poder recuperar la seva antiga esplendor, els Batlle van sortir de Montevideo el 1820 amb rumb a Barcelona per establir-se allà. Poc després, Lorenzo Batlle va passar a la ciutat francesa de Sorèze, per completar els seus estudis, els quals acabaria a Madrid. El 1823 va ser testimoni directe de l'execució del militar espanyol liberal Rafael de Riego, fet que, segons s'assegura, el va marcar profundament. Tornà només el 1831 a Montevideo, on es feu càrrec de la delmada herència familiar, el molí de la zona de l'Aguada, on havia nascut.

## La seva tasca com a ministre i com a soldat
Ingressat a l'exèrcit el 1833, durant la Guerra Gran va servir a les ordres del Govern "de la Defensa". El 1845, al costat de la Legió Italiana que comandava Giuseppe Garibaldi, es va distingir a la presa de Colonia a les forces de Manuel Oribe i el govern "del Cerrito". Va ser després Ministre de Guerra i Marina el 1847, ascendint a Coronel el 1851.
Després de la Guerra Gran i per un breu període, Lorenzo Batlle va ser partidari de la política de fusió, però gairebé de seguida va retornar al Partit Colorado, sent part -com a Ministre de Guerra i Marina- de l'equip de govern del Triumvirat colpista de 1853 que va enderrocar el govern constitucional de Juan Francisco Giró.
Poc després, el sector del Partit Colorado més rabiosament antifusionista, "Partit autodenominat Conservador" ho va explicar entre les seves files, igual com a César Díaz i Juan Carlos Gómez. En produir-se el primer dels motins que aquest grup el 1855 contra l'únic membre supervivent del Triumvirat, Venancio Flores, a qui retreien la seva actitud conciliadora, Lorenzo Batlle va ser també Ministre de Guerra del breu govern de Luis María Lamas a Montevideo.
El govern "fusionista" de Gabriel Antonio Pereira el va convidar a formar part del seu equip com a forma de conciliar a les dues faccions, i com a tal va ser Ministre d'Hisenda entre març de 1856 i novembre de 1857, renunciant poc abans d'una nova insurrecció conservadora contra aquella administració, a la qual tanmateix no va donar un suport decidit. Per això, no es va veure implicat en la dura repressió que aquest moviment va tenir, i que desembocaria en la matança de Quinteros, el febrer de 1858
Va estar després allunyat de l'activitat política fins a 1865, en què, derrotada la política fusionista per l'aixecament del Partit Colorado dirigit per Venancio Flores, amb suport de l'Imperi del Brasil, Lorenzo Batlle passa a ser novament Ministre de Guerra i Marina d'aquell govern de facto, fins i tot 1868.

## La seva tasca com a president
Va ser elegit com a 7è President constitucional de la República l'1 de març de 1868, després dels confusos i sagnants esdeveniments de la setmana anterior, que van culminar en els assassinats, mai del tot no aclarits, de Venancio Flores i Bernardo Prudencio Berro, els dos expresidents. La seva administració va ser decididament del Partit Colorado, amb exclusió total de tot càrrec polític d'elements de l'oposició del Partit Nacional.
Per aquesta raó, i per ser el seu nom un dels emblemes de la política més agressiva i tancada a tot diàleg del Partit Colorado, Lorenzo Batlle va haver d'enfrontar un seriós moviment insureccional en seu contra, preparat des de l'Argentina per elements del Partit Nacional dirigits pel llegendari i respectat cabdill Timoteo Aparicio: la "Revolució de les llances", que es va desencadenar el 1870 i que per poc el derrota i expulsa del poder.
El conflicte, que s'estendria fins i tot 1872, va ser una de les guerres més prolongades i sagnantes del segle xix uruguaià. Interpretat durant molts anys només a la llum de les divises en pugna pel poder, les modernes tendències en història nacional han trobat també en la "Revolució de les Llances" (Revolución de las Lanzas) un enfrontament entre dos universos diferents que coexistien al mateix país: l'urbà, portuari, europeïtzat i comercial, representat per Montevideo i el Partit Colorado, i el rural, mediterrani, autosuficient i ramader, representat per la campanya (fins i tot no controlada per un estat en via de consolidació), i el Partit Nacional.
L'1 de març de 1872, sense haver pogut controlar la situació, Lorenzo Batlle va lliurar el poder al President del Senat, Tomás Gomensoro, qui finalment arribaria a un acord amb els insurrectes a través del pacte conegut com a Pau d'abril (Paz de Abril) (6 d'abril de 1872).
Durant el seu govern també va tenir lloc una crisi financera lligada a la desaparició de les condicions favorables creades per la Guerra del Paraguai, durant la qual Montevideo va ser punt d'abastament de les tropes de la Triple Aliança que marxaven cap al front. L'afluència de capitals que es van invertir en diverses activitats, les més d'elles especulatives, acabaria cap a 1868, i el feble sistema bancari uruguaià, sobre el qual l'Estat no tenia gairebé control a causa del seu virtual acorralament financer, va col·lapsar el juliol d'aquell any.
L'aparició de dos sectors d'opinió dividits davant la política de rescat monetari del govern, "oristes" (partidaris de mantenir un encaix metàl·lic ajustat del paper moneda) i "cursistes" (partidaris d'una major emissió de paper), també va ser fenomen notable d'aquella crisi, encara que cert corrent històric ha sobre dimensionat potser la importància que aquests van tenir fora de l'estricte marc urbà i del món dels negocis.
Com en diverses ocasions anteriors i posteriors, la prosperitat del feble capitalisme uruguaià estava lligada, igual que seu caiguda, a vaivens externs que no responien gairebé directament a l'increment o consolidació de la seva producció, ja bona part d'ella enquadrada dins del marc d'un sistema agro capitalista. Les crisis posteriors de 1890 i 1913 són un exemple d'això.

## Últims anys
Lorenzo Batlle no ocuparia càrrecs posteriors de relleu després de la seva presidència, llevat de quan el 1877, durant el govern de Lorenzo Latorre, va ser convocat a integrar una comissió que hauria de preparar el retorn a la normalitat institucional amb les eleccions parlamentàries de l'any següent.
Nomenat Brigadier General pel govern de Máximo Santos el 1882, es va exiliar després a Buenos Aires, on va col·laborar en el moviment armat contra aquest el 1886, i que integraria també un dels seus dos fills, José Batlle y Ordóñez. Després de l'allunyament de Santos del poder, va retornar a Montevideo, morint poc després.
Lorenzo Batlle va ser el primer de quatre presidents uruguaians vinculats a una família emblemàtica dins del Partit Colorado. El seu fill José Batlle y Ordóñez, destacat periodista i polític, seria president en dues ocasions el segle xx: el 1903 i el 1911. El nebot de l'anterior, Luis Batlle Berres, ocuparia la presidència el 1947. I el fill d'aquest últim, Jorge Batlle Ibáñez, ho faria en acabar el segle, el 2000.
Lorenzo Batlle s'havia casat amb Amalia Ordóñez el 1855, amb la que va tenir dos fills: José Batlle y Ordóñez, ja esmentat, i Luis Batlle y Ordóñez, pare del seu homònim Luis Batlle Berres.